# Équipe cycliste Tulip Computers
Tulip Computers est une ancienne équipe cycliste belge ayant existé en 1991 et 1992.

## Histoire de l'équipe
Il ne faut pas confondre cette équipe avec l'équipe cycliste espagnole Tulip Computers, sponsorisée l'année 1990. Cette équipe n'a jamais gagné de Grands Tour ou de grandes classiques.

## Principaux coureurs
- Jerry Cooman
- Johnny Dauwe
- Herman Frison
- Peter Pieters
- Luc Roosen
- Adrie van der Poel
- Michel Zanoli

## Principales victoires
- 1991
  - Kuurne-Bruxelles-Kuurne (Johnny Dauwe )
  - 2e étape Tour de Suisse et le classement général (Luc Roosen )
  - 4e étape Tour des Pays-Bas (Adrie van der Poel )
  - 2eA étape Tour d'Espagne (Michel Zanoli )